# 细喙翅果菊
细喙翅果菊（学名：Pterocypsela sonchus）是菊科翅果菊属的植物，是中国的特有植物。分布于中国大陆的四川、贵州、湖南等地，生长于海拔1,010米至1,300米的地区，见于林下、山坡灌丛以及山谷草地，目前尚未由人工引种栽培。